# 浜田学
浜田 学（はまだ まなぶ、1976年〈昭和51年〉3月14日 - ）は、日本の俳優。アルファエージェンシー所属。東京都出身。父親は、名悪役で知られる俳優の浜田晃。

## 来歴・人物
東京農業大学第一高等学校在学中は野球部に所属し、一塁手で4番打者として活躍した。高校卒業後は、文学座俳優養成所を経て、1997年に日本テレビ系スペシャルドラマ『七曲署捜査一係』の新人刑事役でデビュー。
2003年のNHK大河ドラマ『武蔵 MUSASHI』に宝蔵院胤舜役で出演する縁で、前年のNHK紅白歌合戦に、TOKIOの松岡昌宏（佐々木小次郎役）、武藤敬司（阿厳役）と共に出演した。
大河ドラマでは2006年の『功名が辻』に祖父江新一郎役として重要な役を演じ、2011年の『江〜姫たちの戦国〜』には真田幸村役で出演。
プライベートでは2008年10月、20代後半の看護師と5年の交際期間を経て結婚した。

## 出演

### テレビドラマ
- 金曜ロードショー特別企画 七曲署捜査一係シリーズ（日本テレビ系） - 松井陽平（通称：ダンク） 役 ※デビュー作[2][5]
  - 七曲署捜査一係（1997年7月18日）[5]
  - 七曲署捜査一係'98（1998年10月30日）[6]
  - 七曲署捜査一係'99（1999年11月26日）[7]
- 大河ドラマ（NHK）
  - 葵 徳川三代 第46回・第47回・最終回（2000年11月26日・12月3日・17日） - 保科幸松→保科正之 役[2]
  - 武蔵 MUSASHI 第6回[8]・第24回・第28回[9]・最終回（回想）（2003年2月9日・6月15日・7月13日・12月7日） - 宝蔵院胤舜 役
  - 功名が辻（2006年） - 祖父江新一郎 役
  - 龍馬伝（2010年） - 記者・坂崎紫瀾 役
  - 江〜姫たちの戦国〜（2011年） - 真田幸村 役
  - 平清盛（2012年） - 梶原景時 役
  - 軍師官兵衛（2014年5月25日） - 加藤又左衛門 役
  - 花燃ゆ（2015年9月） - 雲仙 役
  - 西郷どん（2018年） - 迫田友之進 役
- 百年の物語（2000年、TBS）
- やまとなでしこ 第5話（2000年、フジテレビ） - 宮脇祐也 役
- 反乱のボヤージュ（2001年10月、テレビ朝日） - 茂庭章吾 役
- 土曜ワイド劇場 （テレビ朝日）
  - 第一級殺人弁護・鑑定証拠 罠にはまった依頼人とイルカDNAの秘密（2002年6月） - 宮野耕作 役
  - おかしな二人2・能登金剛殺人慕情!（2002年8月） - 樋口充 役
  - 女刑事ふたり・眠れる殺意（2002年9月） - 本庄祐介 役
  - おかしな刑事7・サクラソウは見ていた!（2011年6月） - 中村光太郎 役
  - 終着駅シリーズ25・途中下車する女（2011年9月） - 牧島良夫 役
  - 西村京太郎トラベルミステリー57・スーパービュー踊り子連続殺人（2012年1月28日） - 水田征治 役
  - 新・棟居刑事シリーズ6・死海の伏流（2012年11月24日） - 外浦勝範 役
  - 西村京太郎トラベルミステリー65（2016年2月6日） - 藤島正伸 役
- さとうきび畑の唄（2003年、TBS）
- 相棒（テレビ朝日）
  - season2 第15話『雪原の殺意』（2004年2月4日） - 北川渉 役
  - season21
    - 第1話「ペルソナ・ノン・グラータ〜殺人招待状」（2022年10月12日） - 里村壱太郎 役
    - 第2話「ペルソナ・ノン・グラータ〜二重の陰謀」（2022年10月19日） - 里村壱太郎 役
- 流転の王妃・最後の皇弟（2003年、テレビ朝日） - 李順豊（中国人留学生） 役
- 新春ワイド時代劇（テレビ東京）
  - 竜馬がゆく（2004年） - 菅野覚兵衛 役
  - 寧々〜おんな太閤記（2009年1月2日） - 徳川秀忠 役
- 永遠の君へ（2004年、フジテレビ） - 桧山恭司 役
- 大奥（2004年、フジテレビ） - 徳川忠長
- 青春の門-筑豊篇-（2005年、TBS） - 菅野長太 役
- 金曜エンタテイメント（フジテレビ系）
  - 浅見光彦シリーズ21「熊本・菊池伝説殺人事件」（2005年4月1日） - 辻稜一 役
  - 山村美紗サスペンス 黒百合伝説殺人事件（2006年5月12日）[10] - 乾耕平 役
- 水曜ミステリー9（テレビ東京）
  - 指紋捜査官・塚原宇平の神業 - レギュラー・水島信吾（鑑識課指紋係、通称ボン） 役
    - 第1作「生き返った指紋」（2005年）
    - 第2作「指紋は語る」（2006年）
    - 第3作「嘘つきな指紋」（2008年）

  - 監察医・篠宮葉月 死体は語る9（2008年5月） - 中根敏郎 役
  - 警視庁さくらポリス〜最強の姉妹捜査官〜（2016年5月18日） - 沢田春臣 役
- 嫌われ松子の一生（2006年、TBS） - 後藤浩平 役
- 零のかなたへ〜THE WINDS OF GOD〜」（2006年、テレビ朝日）
- ドラマコンプレックス『警視庁特殊部隊512』（2006年、日本テレビ） - 井上篤志 役
- 土曜プレミアム / 仕掛人・藤枝梅安（2006年11月4日、フジテレビ） - 安部主税之助 役
- 遠山の金さん 第8話（2007年、テレビ朝日）
- 拝啓、父上様 第10話（2007年、フジテレビ） - 修二 役
- 柳生十兵衛七番勝負 最後の闘い 第4話（2007年、NHK） - 志賀次三郎 役
- モップガール 第2話（2007年、テレビ朝日）
- 月曜ゴールデン（TBS）
  - 警視庁三係・吉敷竹史シリーズ3『北の夕鶴〜2/3の殺人』（2008年） - 相場浩介 役
  - 刑事シュート しゅうと&ムコの事件日誌2（2010年3月15日） - 河瀬光彦 役
  - 女タクシードライバーの事件日誌6（2012年1月16日） - 中川聡 役
  - 民間科捜研 桐野真衣の殺人鑑定（2016年3月14日） - 藤城誠一 役
- 土曜ドラマ / 刑事の現場（2008年3月、NHK） - 岸田渉 役
- その男、副署長〜京都河原町署事件ファイル〜（2008年8月、テレビ朝日）
- おみやさん （テレビ朝日）
  - 第6シリーズ 第1話（2008年） - 富田 役
  - 第9シリーズ 第8話（2012年） - 飯島洋介 役
- 女子大生会計士の事件簿 第11・12話『サヨナラは監査のあとで（前後編）』（2008年12月17日・24日、BS-i） - 子規登 役
- 日本史サスペンス劇場・特別企画『東大落城』（2009年1月14日、日本テレビ）
- 必殺仕事人2009 第2話『厚顔無恥』（2009年1月16日、朝日放送・テレビ朝日） - 笠原太平 役
- 松本清張生誕100年スペシャル・夜光の階段 第5・7・9話（2009年5月 - 6月、テレビ朝日）
- 京都地検の女 第5シリーズ 第6話『贋者』（2009年5月28日、テレビ朝日） - 松木潤一 役
- テレビ朝日開局50周年記念ドラマスペシャル 刑事一代 平塚八兵衛の昭和事件史（2009年6月21日、テレビ朝日） - 佐伯健太 役
- ギネ 産婦人科の女たち（2009年10月 - 12月、日本テレビ） - 安川俊明（麻酔科医） 役
- わたしが子どもだったころ（2009年10月、NHK BShi・2009年11月、NHK総合） - バーテンダー 役
- JIN-仁- 第9話（2009年12月6日・13日、TBS）
- 松本清張生誕100周年記念ドラマ 火と汐（2009年12月21日、TBS）
- 日曜劇場 / 獣医ドリトル（2010年11月21日、TBS） - 若山誠 役
- 告発〜国選弁護人 第1・2話（2011年1月13日・20日、テレビ朝日） - 刑事 役
- BS時代劇（NHK BSプレミアム）
  - 新選組血風録 第9話（2011年6月） - 篠原泰之進 役
  - 火怨・北の英雄 アテルイ伝（2013年1月 - 2月） - 多比良 役
- 水戸黄門 第43部 第4話「助が出会った女幽霊 -真鶴-」（2011年7月、TBS） - 吉井又右衛門 役
- 土曜ドラマスペシャル / 真珠湾からの帰還 〜軍神と捕虜第一号〜」（2011年12月、NHK）
- ブラックボード〜時代と戦った教師たち〜 第3話（2012年4月7日、TBS） - 刑事 役
- ドラマ特別企画『悪女について』（2012年4月30日、TBS） - 小島誠 役
- ドラマスペシャル『みをつくし料理帖』（2012年9月22日、テレビ朝日） - 伊佐三 役
- 松本清張没後20年・ドラマスペシャル 熱い空気（2012年12月22日、テレビ朝日） - 山下刑事 役
- ミエリーノ柏木 第3・5・8話（2013年1月26日・2月9日・3月2日、テレビ東京） - 石黒/バーの男 役
- 警視庁捜査一課9係 season8 第8話（2013年8月28日、テレビ朝日） - 武藤雄二郎 役
- 雲霧仁左衛門 第5話・最終話（2013年11月1日・8日、NHK BSプレミアム） - 櫓の福右衛門 役
- 金曜プレステージ（フジテレビ）
  - 剣客商売〜剣の誓約〜（2013年12月27日） - 伊藤三弥 役
  - 女請負人〜仕掛けられた女の罠〜（2014年9月12日） - 清岡紀夫 役
- 医龍 -Team Medical Dragon- 4 第9話（2014年3月6日、フジテレビ） - 脇坂 役
- 木曜時代劇・吉原裏同心 第8回（2014年8月21日、NHK） - 香取屋公太 役
- ゼロの真実〜監察医・松本真央〜 第7話（2014年8月28日、テレビ朝日） - 渋谷正樹 役
- SAKURA〜事件を聞く女〜 第5話（2014年11月17日、TBS） - 鳴海亮輔 役
- 松本清張二夜連続ドラマスペシャル・第一夜 松本清張〜坂道の家（2014年12月6日、テレビ朝日） - 川添武洋 役
- ウロボロス〜この愛こそ、正義。（2015年1月 - 3月、TBS） - 東海林太郎 役
- ドラマスペシャル クロハ〜機捜の女性捜査官〜（2015年2月22日、テレビ朝日） - 蒲生一郎 役
- ドラマスペシャル 迷宮捜査（2015年5月10日、テレビ朝日） - 木元修平 役
- 刑事7人 （テレビ朝日）
  - シーズン1 第1話（2015年） - 安倍俊也 役
  - シーズン5 第2話（2019年） - 神崎裕一 役
  - シーズン9 第6話・第7話（2023年） - 秋下誠一郎 役
- 金曜プレミアムSPドラマ 大奥 第一部「〜最凶の女〜」（2016年1月22日、フジテレビ） - 脇坂安董 役
- 男と女のミステリー時代劇 第1話「あだ討ち」（2016年4月5日、BSジャパン） - 佐々木正之介 役
- 警視庁・捜査一課長 第2話（2016年4月21日、テレビ朝日） - 戸辺茂典 役
- 月曜名作劇場 / 警視庁心理捜査官・明日香5（2016年5月16日、TBS） - 桑原興一 役
- 石川五右衛門 第7話（2016年11月25日、テレビ東京） - 服部半蔵 役
- 嘘の戦争（2017年、関西テレビ） - 八巻庸平 役
- 遺留捜査 第4シリーズ 第9話（2017年、テレビ朝日） - 海老名光輝 役
- 名奉行!遠山の金四郎（2017年、TBS） - 次郎吉 役
- CRISIS 公安機動捜査隊特捜班 第4話（2017年、関西テレビ） - 石立 役
- 科捜研の女
  - SEASON14 第7話（2014年） - 森原俊夫 役
  - SEASON17 第9話（2018年） - 石岡政彦 役
  - SEASON20 第4話（2020年） - 殿村豊 役
- 日曜プライム / CHIEF〜警視庁IR分析室〜（2018年4月15日、テレビ朝日） - 森島大輝 役
- ヘッドハンター 第4話（2018年、テレビ東京） - 松原伸二 役
- プレミアムドラマ / 主婦カツ!（2018年、NHK BSプレミアム） - 貴田雄一 役
- 連続ドラマW 真犯人（9月 - 10月、WOWOW） - 庄司修 役
- 二つの祖国（2019年3月24日、テレビ東京） - ジョン小寺 役
- 僕が笑うと（2019年、関西テレビ） - 武田耕作 役
- 絶対零度（2020年、フジテレビ） - 曽根崎正人 役
- 連続ドラマW 鉄の骨（2020年4月 - 5月、WOWOW） - 仁王龍彦 役
- 月曜プレミア8 嫌われ監察官 音無一六6（2020年9月7日、テレビ東京・BSテレ東） - 田宮寛人 役
- DIVER-特殊潜入班- 第1話（2020年9月22日、関西テレビ） - 柏田義之 役
- 24 JAPAN（2021年、テレビ朝日） - 張本哲二 役
- 桜の塔 第7話（2021年5月27日、テレビ朝日） - 久瀬秀臣 役
- 日本沈没-希望のひと-（2021年、TBS） - 織部智 役
- ラジエーションハウスII〜放射線科の診断レポート〜 第10話（2021年12月6日、フジテレビ） - 都丸尚人 役
- 家電侍 第9話（2022年5月28日、BS松竹東急）- 久右衛門 役
- 競争の番人 最終話（2022年9月19日、フジテレビ） - 大澤隆 役
- 探偵ロマンス（2023年1月） - 帝都警察 笠森刑事 役
- 東京の雪男（2023年2月4日 - 3月4日、NHK Eテレ） - 亀沢恭介 役[11][12]
- ノッキンオン・ロックドドア 第7話・第8話（2023年9月9日・16日、テレビ朝日） - 男性
- 落日（2023年9月10日 - 10月1日、WOWOW） - 佐々木信吾 役[13]
- 旅人検視官 道場修作「庄内・湯野浜温泉殺人事件」（2023年12月17日、BS日テレ） - 工藤一馬 役
- ドラマプレミアム 新・暴れん坊将軍（2025年1月4日、テレビ朝日系） - 薮田八兵衛 役[14]

### 映画
- 新・仁義なき戦い。（2000年、東映） - 三代目左橋組粟野組門谷組組員 杉孝夫
- ホワイトアウト（2000年、東宝） - 桑名文彦（赤い月）
- 修羅のみち1 関東vs関西 全面戦争勃発（2001年） - 関東共住会大神組組員 花岡信勝（大神組長のボディーガード）
- ピーナッツ（2006年、コムストック） - 藤ノ木（ニュータウンズ投手）
- パッチギ! LOVE&PEACE（2007年）
- 陰日向に咲く（2008年1月、東宝） - プロ野球選手 川島
- ボディ・ジャック（2008年） - 岡田以蔵
- ラストゲーム 最後の早慶戦（2008年）
- 踊る大捜査線 THE MOVIE3 ヤツらを解放せよ!（2010年） - 捜査一課
- 岳-ガク-（2011年5月7日公開、片山修監督） - 関勇
- マイウェイ 12,000キロの真実（2011年12月21日韓国公開/2012年1月14日日本公開、CJ E&M CORPORATION&SK PLANET・東映） - 向井
- 臨場・劇場版（2012年） - 神奈川県警察 刑事 繁野
- ゲノムハザード ある天才科学者の5日間（2014年） - 伊吹克彦
- 春を背負って（2014年）
- 農家の嫁 あなたに逢いたくて（2014年、アルゴ・ピクチャーズ） - 常太朗
- アゲイン 28年目の甲子園（2015年） - 川越学院野球部OB 大出
- ソロモンの偽証 前篇・事件 / 後篇・裁判（2015年3月7日・4月11日、松竹） - 垣内典史
- キスカム!〜COME ON,KISS ME AGAIN!〜（2020年、吉本興業）
- 無頼（2020年） - 香川一二三
- 修羅の世界（2022年） - 捜査一課
- あいたくて あいたくて あいたくて（2022年8月13日、ムービー・アクト・プロジェクト）[15] - 裕司 役
- 死神遣いの事件帖 -月花奇譚-（2022年11月18日、東映ビデオ）[16]
  - 死神遣いの事件帖 終（2025年6月13日、東映ビデオ） - 亀山権之丞 役[17]
- わたしの幸せな結婚（2023年3月17日、東宝） - 須藤嗣治[18]
- 海辺の恋人（2023年8月25日）
- 道で拾った女（2023年10月21日） - 主演・春日部竜平 役[19] ※映画初主演[20]（佐々木心音とダブル主演[21]）

### オリジナルビデオ
- 半グレVSやくざ シリーズ（2014年） - 横関組幹部 浦岡
- 表と裏 シリーズ（2015年-2016年） - 倉中肇（公安）
- 愛∞コンタクト（2016年） - 喜多見明彦
- CONNECT 覇者への道（2024年） - 八王会黒須組若頭 本橋伸晃

### 舞台
- 吉本百年物語 アンチ吉本・お笑いレボリューション（2013年2月5日 - 3月2日、なんばグランド花月） - 明石家さんま役

### 配信ドラマ
- CONNECT 覇者への道（2025年） - 八王会黒須組若頭 本橋伸晃[22]